# Tokijska berza
Tokijska berza (東京証券取引所), skraćeno Tosho (東証) ili TSE/TYO, berza je locirana u Tokiju, Japan. To je treća najveća berza na svetu po ukupnoj tržišnoj kapitalizaciji kompanija koje se kotiraju na berzi i najveća u Aziji. Ona je obuhvatala 2.292 preduzeća na listi sa kombinovanom tržišnom kapitalizacijom od 5,67 biliona američkih dolara prema podacima iz februara 2019.
Berza je u vlasništvu Japan eksčejndž grupe (JPX), holding kompanije koje je takođe na berzi (: 8697). JPX je nastala spajanjem sa Osačkom berzom. Postupak spajanja je započeo u julu 2012. godine, kada je ovo spajanje odobrila Japanska komisija za poštenu trgovinu. Sam JPX je pokrenut 1. januara 2013.

## Struktura
TSE je inkorporirana kao kabušiki gajša sa devet direktora, četiri revizora i osam izvršnih službenika. Njeno sedište se nalazi na adresi 2-1 Nihonbaši-Kabutočo, Čuo, Tokio, koja je u najvećem finansijskom okrugu u Japanu. Njeno radno vreme je od 8:00 do 11:30 i od 12:30 do 17:00. Od 24. aprila 2006. godine, popodnevna trgovinska sesija započinjala je u uobičajeno vreme od 12:30 popodne.
Akcije dostupne na TSE razdvojene su u prvi odeljak za velike kompanije, drugi odeljak za srednje kompanije, i  (ja:マザーズ) odeljak za visoko rastuće startup kompanije. Prema podacima od 31. oktobra 2010. godine bilo je 1.675 preduzeća iz prvog odeljenja, 437 preduzeća iz drugog odeljenja i 182 preduzeća iz trećeg.
Glavni indeksi koji prate TSE su Nikej 225 indeks kompanija koje je odabrao Nihon Keizaj Šimbun (najveće japanske poslovne novine), indeks TOPIX zasnovan na cenama akcija kompanija iz prvog odeljeka i J30 indeks velikih industrijskih kompanija koji održavaju japanska vodeće novinske kompanije.
U TSE poslovanju učestvuje devedeset i četiri domaće i 10 stranih kompanija sa hartijama od vrednosti (pogledajte: članove Tokijske berze).
Ostale institucije povezane sa TSE uključuju:
- Klub novinarske razmene, nazvan Kabuto klub (兜倶楽部 Kabuto kurabu), koji se sastaje na trećem spratu zgrade TSE. Većina članova kluba Kabuto povezani su sa Nihon Keizaj Šimbunom, Kjodo vestima, Džidži presom ili poslovnim televizijskim emiterima kao što su Blumberg LP i CNBC. Kabuto klub je uglavnom najprometniji tokom aprila i maja, kada javna preduzeća objavljuju svoje godišnje račune.

Dana 15. juna 2007. godine, TSE je platila 303 miliona dolara da bi stekla 4,99% udela u kompaniji Singapur Eksčejndž Ltd.

## Istorija

### Pre rata
Tokijska berza je osnovana 15. maja 1878. godine kao Tokijski Kabušiki Torihikidžo (東京株式取引所) pod upravom tadašnjeg ministra finansija Okuma Šigenobe i kapitalističkog zastupnika Šibusava Eičija. Trgovanje je počelo 1. juna 1878.
Todine 1943, razmena je kombinovana sa deset drugih berzi u velikim japanskim gradovima da bi se formirala jedinstvena Japanska berz (日本証券取引所 Nippon Shōken Torihikisho). Kombinovana razmena je zatvorena i reorganizovana ubrzo nakon bombardovanja Nagasakija.

### Nakon rata
Tokijska berza je ponovo otvorena pod svojim današnjim japanskim imenom 16. maja 1949. godine, u skladu sa novim Zakonom o berzi hartija od vrednosti.
Porast TSE od 1983. do 1990. godine bio je bez presedana, 1990. godine predstavljao je preko 60% svetske berzanske kapitalizacije (ubedljivo najveće na svetu) pre naglog pada vrednosti, nakon čega je TSE svrstana na 4. mesto među najvećim svetskim berzama po tržišnoj kapitalizaciji kotiranih akcija.
Trenutna zgrada TSE otvorena je 23. maja 1988. godine, zamenjujući originalnu zgradu TSE iz 1931. godine, a trgovački pod TSE-a zatvoren je 30. aprila 1999. godine, tako da je berza mogla da se prenese na elektronsko trgovanje za sve transakcije. Novi objekat, nazvan TSE arous (東証アローズ Tōshō Arrows), otvoren je 9. maja 2000. TSE je 2010. pokrenula svoj Arouhed trgovinski objekat.
Godine 2001, TSE je prestruktuirana kao kabušiki gajša („akcionarsko društvo”). Pre ovog vremena bila je struktuirana kao inkorporirano udruženje (社団法人 shadan hōjin) sa svojim članovima kao deoničarima.
- Zgreada stare Tokijske berze, oko 1960
- Tokijska berza oko 1950
- Prstenasta električna oglasna ploča na tržištu (2018)
- Glavna prostorija Tokijske berze (2018)

### Tehnološki problemi
Berza je mogla da radi samo 90 minuta 1. novembra 2005. godine, zbog grešaka u novoinstaliranom transakcionom sistemu, koji je razvio Fudžicu, a koji je trebalo da pomogne u suočavanju sa većim obimom trgovine. Prekid trgovine bio je najgori u istoriji berze. Trgovanje je bilo obustavljeno na četiri i po sata.
Tokom početne javne ponude reklamnog giganta Dencu, decembra 2001. godine, trgovac iz UBS Varburga, švajcarske investicione banke, poslao je nalog za prodaju 610.000 akcija ove kompanije po ceni od ¥1, dok je 1 akciju nameravao da proda po ceni od ¥610.000. Banka je izgubila £71 milion.
Tokom još jedne javne ponude, preduzeća J-Com, 8. decembra 2005. godine, službenik u kompaniji Mizuho Securities Co., Ltd. pogrešno je otkucao nalog za prodaju 600.000 akcija po ceni od ¥1 svaka, umesto naloga za prodaju 1 akcije na ¥600,000. Mizuho nije uspeo da uhvati grešku; Tokijska berza je u početku blokirala pokušaje otkazivanja naloga, što je rezultiralo neto gubitkom od US$347 koji je berza i Mizuho trebalo da podele. Obe kompanije sada pokušavaju da se izbore sa svojim problemima: nedostatak provere grešaka, nedostatak zaštitnih mera, nedostatak pouzdanosti, nedostatak transparentnosti, nedostatak testiranja, gubitak poverenja i gubitak dobiti. Dana 11. decembra, TSE je priznao da je njegov sistem grešio u trgovini Mizuho. Dana 21. decembra Takuo Curušima, izvršni direktor TSE, i još dvojica starijih rukovodilaca podneli su ostavku zbog afere Mizuho.
Dana 17. januara 2006, Nikej 225 je pao za 2,8%, što je njegov najbrži pad u devet meseci, dok su investitori prodavali akcije širom sveta nakon saznanja o racija tužilaca na internet kompaniju Lajvdor. Tokijska berza zatvorena je rano 18. januara zbog obima trgovine koji je pretio da premaši kapacitet računarskog sistema berze od 4,5 miliona trgovina dnevno. Ovo je nazvano „Lajvdorskim šokom”. Berza je brzo povećala svoj kapacitet narudžbina na pet miliona trgovina dnevno.
Tokijska berza je 1. oktobra 2020. godine, prvi put u svojoj istoriji, morala da prekine trgovanje svim akcijama na ceo dan zbog tehničkog kvara, zbog čega su se kupovina i prodaja zamrzli. Ovo je najavljeno nekoliko minuta pre 9 sati, kada je trebalo da se otvori. Utvrđeno je da je problem u „sistemu za prenošenje tržišnih informacija”, te je zbog toga greška postala mrežni problem, ali je Asahi Šimbun izvestio da je do greške došlo zbog mehaničkog kvara. Japan Exchange Group Inc, koja upravlja Tokijskom berzom, rekla je da će suspenzija biti neograničena dok se problem ne reši. I druga berze u Japanu obustavile su trgovanje.

## Prva, druga i ostale sekcije
Deonice preduzeća se kotiraju i trguju na Tokijskoj berzi u nekoliko odeljaka: Prva sekcija koja je započela ponovnim uspostavljanjem Tokijske berze 1949. godine i uključuje uglavnom velike kompanije; Druga sekcija koja je započela 1961. godine i uključuje uglavnom kompanije srednje veličine;  (osnovana 1991. godine, koju je Osačka berza kupila 2010. godine, i apsorbovana u TSE 2013. godine) i  (tržište deonica sa visokim rastom i u nastajanju, na japanskom: マザーズ, osnovana na TSE 1999. godine), koje su obe za nove kompanije; i TOKIO PRO tržište (na japanskom: TOKYO PRO Market) koje je osnovano 2009. godine zajedno sa Londonskom berzom kao AIM.
Na Tokijskoj berzi je 31. marta 2018. bilo popisano 3.607 kompanija.
| Tržišna imena           | Tržišna imena | Tržišna imena | Total | (Inostrana preduzeća) |
| ----------------------- | ------------- | ------------- | ----- | --------------------- |
| Prva sekcija            | Prva sekcija  | Prva sekcija  | 2032  | (3)                   |
| Druga sekcija           | Druga sekcija | Druga sekcija | 525   | (1)                   |
| Tržište novih kompanija |               |               | 241   | (1)                   |
| Tržište novih kompanija |               | Standard      | 708   | (1)                   |
| Tržište novih kompanija | Rast          | 41            | (0)   |                       |
| PRO Market              | PRO Market    | PRO Market    | 19    | (0)                   |
| Total                   | Total         | Total         | 3566  | (6)                   |

## Spoljašnje veze
- Ku, Daisy (29. 7. 2008). „London bourse outlines framework for Tokyo JV | Reuters”. Uk.reuters.com. Архивирано из оригинала 13. 01. 2009. г. Приступљено 2010-07-10.